# (35537) 1998 FC79
1998 FC79 (asteroide 35537) é um asteroide da cintura principal. Possui uma excentricidade de 0.03836470 e uma inclinação de 6.40018º.
Este asteroide foi descoberto no dia 24 de março de 1998 por LINEAR em Socorro.